# جزاع مخطط
جزاع مخطط (الاسم العلمي: Ptychadena mascareniensis) (بالإنجليزية: Mascarene grass frog) ، تنتمي للفصيلة ضفادع المراعي .